# Enrique Villaverde
Enrique Manuel Villaverde Redondo (Cañizar, 16 de julio de 1702-Oviedo, 4 de mayo de 1774) fue un compositor y maestro de capilla español.

## Vida
Nació en el pueblo de Cañizar, provincia de Guadalajara, el 16 de julio de 1702, hijo de Manuel Villaverde y Ana Redondo, ambos naturales de Cañizar, al igual que los abuelos. Se educó musicalmente como seise en la Catedral de Toledo entre 1714 y 1724 con su maestro, Miguel de Ambiela. Es muy probable que también estudiase con los organistas metropolitanos de Toledo, Jacinto del Río, Matías Solana y Joaquín Martínez de la Roca.
Hacia mayo de 1722 falleció Vicente Pantoja Galán, el maestro de capilla de la Catedral de Oviedo, dejando vacante el cargo. Las responsabilidades fueron repartidas temporalmente entre los músicos de la capilla:

«para enseñar en la capilla y echar el compás en el coro asista Dn. Juan de Zumárraga, contralto [...] y que los villancicos los hagan Dn. Alfonso Flórez, arpista y Dn. Manuel Agullón, por mitad», y que se impriman edictos para la provisión del magisterio, que son remitidos, como de costumbre, a las diversas catedrales y colegiatas.
Actas capitulares de la Catedral de Toledo, 15 de mayo y 19 de junio de 1722

Villaverde, enterado de la vacante y de la intención del Cabildo de no realizar oposiciones, solicitó al Cabildo y arzobispo de Toledo, Diego de Astorga y Céspedes, que escribieran una carta de recomendación:

Vista una petición de Henrique Villaverde, seise de esta Sta. iglesia en que suplica a dichos Srs. se sirvan darle cartas de recomendación para la santa iglesia de Oviedo y el Sr. obispo, su prelado, a fin de que le provean en el magisterio de capilla de allí, que ha vacado, pues se halla hábil y aquí no tiene que adelantar y no es ya de servicio: acordaron se escriban dichas cartas incluyendo en la de la iglesia informe que el maestro de capilla haga de la suficiencia y demás circunstancias que concurren en dicho seise.
Actas capitulares de la Catedral de Toledo, 9 de junio de 1722

A pesar de la intención inicial de no realizar oposiciones, finalmente se realizaron el 15 de septiembre de 1722. Participaron:

[...] oposición a dicho magisterio, D. Juan González de Sta. Marta, maestro de capilla de la iglesia colegiata de Medina del Campo, D. Andrés Cuevas Quirós, organista de la iglesia de Mondoñedo, D. Enrique Manuel de Villaverde, seise de la santa iglesia de Toledo, D. Pedro Rodrigo y D. Manuel Agullón, acólito de esta santa iglesia; y cada uno de ellos presentó petición y los títulos de órdenes, y otros, para que S.S.a se sirva señalar día en que se dé principio a dicha oposición y el modo de examinar a los opositores, nombrando los Sres. comisionados, que fuese servido.
Actas capitulares de la Catedral de Oviedo, 11 de septiembre de 1722

El ganador de las oposiciones fue Pedro Rodrigo, aunque Villaverde obtuvo la mayoría de los votos en la primera vuelta, en la segunda vuelta empató en primera posición y en la tercera votación quedó segundo, por un voto de diferencia. Quizás pesara su juventud, ya que solo tenía veinte años.
Villaverde tuvo que regresar a Oviedo y el cabildo local reflexionó sobre el «demasiado gasto» y decidió que en el futuro se considerase «el mérito del que pide y la distancia del lugar a donde fuere». En 1723 Villaverde solicitó una recomendación para la capilla de la Catedral de Astorga, pero se desconoce que fue del asunto. Villaverde continuó como seise en Toledo, consciente de que su estancia se había limitado a septiembre de 1724 por haber alcanzado una edad más que madura para el puesto de seise.
Entretanto, hacia finales de 1723, el maestro Rodrigo abandonó la plaza de Oviedo para trasladarse a Santiago de Compostela, uno de los magisterios de mayor prestigio. Enterado Villaverde, solicitó licencia y cartas «para volver a la oposición del magisterio de capilla de Oviedo, se le concedieron uno y otro.» En esta ocasión se presentaron cuatro candidatos, «que fueron Dn. Roque Lázaro, maestro de la iglesia colegiata de Alfaro, don Antonio Varela, pbro., maestro de la colegiata de La Coruña, D. Enrique Villaverde, seise de la santa iglesia de Toledo y don Juan de En Cabo [sic], electo maestro de capilla de Coria.» Villaverde quedó ganador, siendo elegido para el cargo el 24 de junio de 1724 en la primera vuelta.
En 1729 se instaló en una casa perteneciente a la Iglesia frente a la portería del convento de San Pelayo. Hubo unos problemas con la fianza, que no se resolvieron hasta que en 1737 se trasladó a una nueva casa perteneciente a la Iglesia que estaba junto al Seminario de San José.
A los pocos meses hubo problemas con los cantores de la capilla: algunos se negaban a cantar determinados papeles y ofrecían sus servicios fuera de la capilla metropolitana. El problema más grave fue con el tenor José Fernández Caso, que se presentó borracho en varias ocasiones al oficio y acabó en prisión el 23 de marzo de 1725. Al día siguiente, el Cabildo notifica que:

El señor deán propuso haberle dicho el maestro de capilla, que José Fernández Caso, músico tenor, había entrado de noche en su casa y le había desafiado y tratado mal de palabra y le quisiera poner manos para darle y que suplicaba a S. S.a se sirviese de tomar la providencia, que fuese servido para que el susodicho y demás músicos no se propasasen a hacer semejantes desatenciones.
Actas capitulares de la Catedral de Oviedo, 24 de marzo de 1725

Cumplió con interés y eficiencia sus obligaciones como maestro de capilla. Proponiendo mejoras para la enseñanza de los niños del coro, pero en 1725 tuvo una advertencia del Cabildo por incumplimiento de sus obligaciones. En general hubo ocos problemas con el Cabildo y los que hubo fueron de poca gravedad. En cuaresma de 1734 fue ordenado subdiácono y en abril de 1735 sacerdote.
Una de las cuestiones más curiosas de sus relaciones con el Cabildo surgieron a raíz de unas composiciones procedentes de Italia. En 1751 llegaron desde Roma unas vísperas y misas dedicadas a Santa Eulalia, regalo de Francisco Javier Junco, que había sido nombrado sochantre en el Vaticano. Villaverde se negó a estrenar las obras con el argumento de que «las obras de música que el Sr. chantre trajo de Roma para la festividad de Sta. Eulalia, no son practicables en esta Sta. iglesia por falta de instrumentos y voces.» Cuatro años más tarde, al sochantere se quejaba al Cabildo de que las obras que había traído todavía no se habían estrenado en Oviedo. En 1758 a 1761 el Cabildo seguía insistiendo en que se estrenaran las composiciones. Se desconoce si las composiciones italianas llegaron a tocarse y la razón para esa abierta resistencia del maestro a tocar esa música, pero sin duda Villaverde poseía el talento necesario para arreglarla y adaptarla a las posibilidades de la capilla de música de la Catedral de Oviedo.
El magisterio de Villaverde coincidió con uno de los momentos más brillantes de la música en la Catedral de Oviedo. La ascendencia y el prestigio del maestro quedan claros en las actas del Cabildo ovetense. Consiguió que se construyeran unos balcones sobre el coro y junto a los órganos para que se oyese mejor la música. Con el tiempo, el Cabildo fue confiando cada vez más en él y le consultaba en lo que tuviese que ver con la capilla.
En febrero de 1765 se tienen las primeras noticias de una enfermedad de Villaverde. A partir de entonces para que su energía se vio mermada y dos años más tarde volvió a caer enfermo de gravedad. Hacia mayo de 1768 el maestro no se había recuperado, pero poco después regresó a su cargo. La próxima noticia es de marzo de 1774, cuando por un informe médico de enfermedad grave se le conceden dos meses para recuperarse. Falleció en Oviedo el 4 de mayo de 1774. Con Villaverde se cerró un capítulo importante de la música religiosa en Asturias.

## Obra
Solo han sobrevivido 14 obras de las 179 atribuidas a Villaverde. Se conservan en las catedrales de Oviedo, Astorga y Zamora y en Piedrahíta (Ávila).
En latín:
- Parce mihi, a 6 voces, 1725
- Homo natus de muliere, motete de difuntos, a 4 voces, 1733
- Miserere, a 4 voces, 1737
- Quomodo obscuratum est, lamentación segunda del Viernes Santo, 1745
- Incipit oratio Jeremiae prophetae, lamentación tercera del Viernes Santo, 1745
- Pange lingua, a 8 voces en dos coros, 1758
- Misa breve ad libitum, para festividades de Nuestra Señora por término de chirimías, a 4 voces, 1764
- Magnificat, a 4 voces, en Monumentos Históricos de la Música Española, 1977
- Salve Regina, a 4 voces

En español:
- Que hoy Belén se abrasa, pastoral de Nochebuena, cantada al Nacimiento, a 4 voces, 1741
- Ese mar de finura soberana, cantada sola al Santísimo, a 4 voces, 1762
- Puerto y guía, Señor, cantada al Santísimo, a 4 voces, 1762
- Alto Señor, cantada sola al Santísimo, a 4 voces, 1763
- Corazón, pues tu quisiste, coplas al desengaño de la vida humana, a 4 voces, 1769

### Publicación
- Quintanal, I., ed. (1986). Enrique Villaverde: obra musical. Oviedo: Servicio de Publicaciones del Principado de Asturias.